# Die Einsamkeit des Killers vor dem Schuss
Die Einsamkeit des Killers vor dem Schuss ist eine deutsche Krimi-Komödie von Florian Mischa Böder aus dem Jahr 2014 mit Benno Fürmann in der Hauptrolle. Der Film hatte seine Premiere am 5. Oktober 2014 beim Film Festival Cologne und wurde im Rahmen Das kleine Fernsehspiel am 16. Juni 2016 auf arte ausgestrahlt.

## Handlung
Koralnik führt ein zurückgezogenes Leben, meidet ein Auffallen in der Öffentlichkeit und soziale Kontakte. Das hat einen guten Grund, denn vor acht Jahren hat er, gemeinsamen mit den Besten aus ganz Europa, seine Ausbildung als Auftragskiller für eine geheime Sondereinheit der EU abgeschlossen. Seitdem wartet er nun auf seinen ersten Auftrag, der einfach nicht zu kommen scheint. In einer trostlosen Dauerwarteschleife gefangen, konzentriert er sich dennoch unbeirrt auf sein tägliches Training und wird regelmäßig von Generalleutnant Vanhaarten vertröstet, dass der richtige Moment schon kommen werde. Einer seiner Ausbildung„kollegen“ warnt ihn allerdings, denn dieses Leben ohne jegliche soziale Kontakte sei nicht lebenswert und hätte schon ganz andere in den Wahnsinn getrieben.
Eines Tages lernt Koralnik Rosa kennen. Die Kontaktfreudige junge Frau platzt massiv in sein Leben, was ihm zwar nicht unangenehm ist, doch eine große Gefahr darstellt, dass seine Tarnung auffliegt. Koralniks Hoffnung, einmal einen „normalen“ Abend zu erleben wird jedoch nicht nur von Rosa durchkreuzt, die eigentlich eine Betrügerin ist und ihre Opfer stets um hohe Summen erleichtert, sondern auch von einem plötzlichen Auftrag. Benommen von einem Betäubungsmittel, dass Rosa ihm verabreicht hatte, macht Koralnik sich unverzüglich daran, diesen so heiß ersehnten ersten Auftrag zu erfüllen. Da er noch nicht fahrtauglich ist, setzt sich Rosa ans Steuer und fährt los. Mitten in der Nacht wird Koralnik wach und muss erkennen, dass Rosa nicht weiß, wo sie gerade sind, und zu allem Überfluss der Tank leer gefahren ist. Auf der Suche nach Treibstoff geraten Koralnik und Rosa in eine Hochzeitsfeier. Als einer der Gäste Koralnik angreifen will, verteidigt dieser sich mit seiner Waffe, die ihm aber aus der Hand geschlagen wird und Rosa ihm dadurch versehentlich in den Fuß schießt. Geschockt flüchten beide im Auto eines der Hochzeitsgäste, werden aber schon bald von der Polizei gestellt und festgenommen. Koralnik gelingt es mit seinem Vorgesetzten Generalleutnant Vanhaarten Kontakt aufzunehmen, der dafür sorgt, dass die Polizei ihn sofort frei lässt, damit dieser seinen Auftrag zu Ende bringen kann. Koralnik besteht darauf, dass Rosa ihn weiterhin begleitet, da er mit seinem abgeschossenen Zeh noch fahrtuntauglich wäre. In Wahrheit soll er sie aber, auf Anordnung Vanhaartens, beseitigen, da sie seine Tarnung gefährden würde. Koralnik bringt es aber nicht fertig Rosa zu töten.
Am Zielort angekommen will Koralnik seinen Auftrag ausführen und stellt fest, dass er einen anderen Agenten seiner Ausbildungsgruppe umbringen soll. Dieser hatte ein Buch über ihre Arbeit geschrieben, dass er in Kürze der Öffentlichkeit vorstellen will. Sie alle hätten in all den Jahren nicht einen Auftrag erhalten. Alles wäre nur eine einzige Lüge und sie müssten nach Regeln leben, die sich irgendwelche EU-Bürokraten mal ausgedacht hätten. Als Koralnik das erkennt kontaktiert er Vanhaarten und bricht den Einsatz ab. Er meldet sich telefonisch als Agent ab und macht sich gemeinsam mit Rosa auf den Weg nach Buenos Aires.

## Hintergrund
Die Einsamkeit des Killers vor dem Schuss wurde vom 22. Oktober bis zum 5. Dezember 2013 in Köln und Umgebung gedreht. Die Premiere erfolgte am 5. Oktober 2014 beim Film Festival Cologne. Erstausstrahlung im Deutschen Fernsehen war am 16. Juni 2016 im Rahmen Das kleine Fernsehspiel auf arte.

### Kritiken
Fernsehserien.de fasste zusammen: „im Lauf der Nacht [muss der Protagonist] schmerzhaft erfahren, wie sein Selbstbild des toughen Topagenten an den schnöden Herausforderungen der Realität zerbröckelt.“
Ursula Scheer von der FAZ schrieb: „Erst langweilt er sich zu Tode, dann verschläft er seinen Einsatz: Benno Fürmann bewegt sich in […] einem vollständig absurden Szenario.“ „Selten wirkte ein Film so aus der Zeit gefallen wie ‚Die Einsamkeit des Killers vor dem Schuss‘, der [zunächst] unter Ausschluss der Öffentlichkeit in den Kinos lief und [später], wie es sich für eine filmgeförderte ZDF- und Arte-Koproduktion gehört, zur Zweitverwertung ins Fernsehen wandert. Koralniks Leiden an der nutzlosen Dauerbereitschaft hätte in eine Tragikomödie über einen Bundeswehrsoldaten der frühen achtziger Jahre gepasst. In einem düster-komischen Drama, das vielleicht 2009, vielleicht aber auch später im deutsch-belgischen Grenzgebiet spielt, hat es schon Ende 2014 deplaziert gewirkt.“
Bei kino-zeit.de schrieb Beatrice Behn: „Die Idee des Filmes klingt zugegebenermaßen sehr gut. Was machen Auftragskiller ohne Auftrag?“ „Doch leider kränkelt Florian Mischa Böders Film an mehreren Stellen.“ Doch er „hat etwas, das sich anfühlt wie ein kleiner Rohdiamant. Da schimmert ein Potential des deutschen Kinos durch, das nicht in den zarten Anfängen zu stecken scheint. Aber es ist definitiv interessant, es kribbelt ein bisschen, es ist nicht das alte Lied. Insbesondere das erste Filmdrittel hat etwas.“
Rainer Tittelbach von Tittelbach.tv beurteilte den Film als „enttäuschend“. „Weder wird das tragikomische Potenzial der Geschichte herausgearbeitet noch das absurd politische und erst recht nicht das erotische. Das Chaos muss die Komik, Hysterie & Hetze die Charakterzeichnung ersetzen.“